# Handwerkskammer Oldenburg

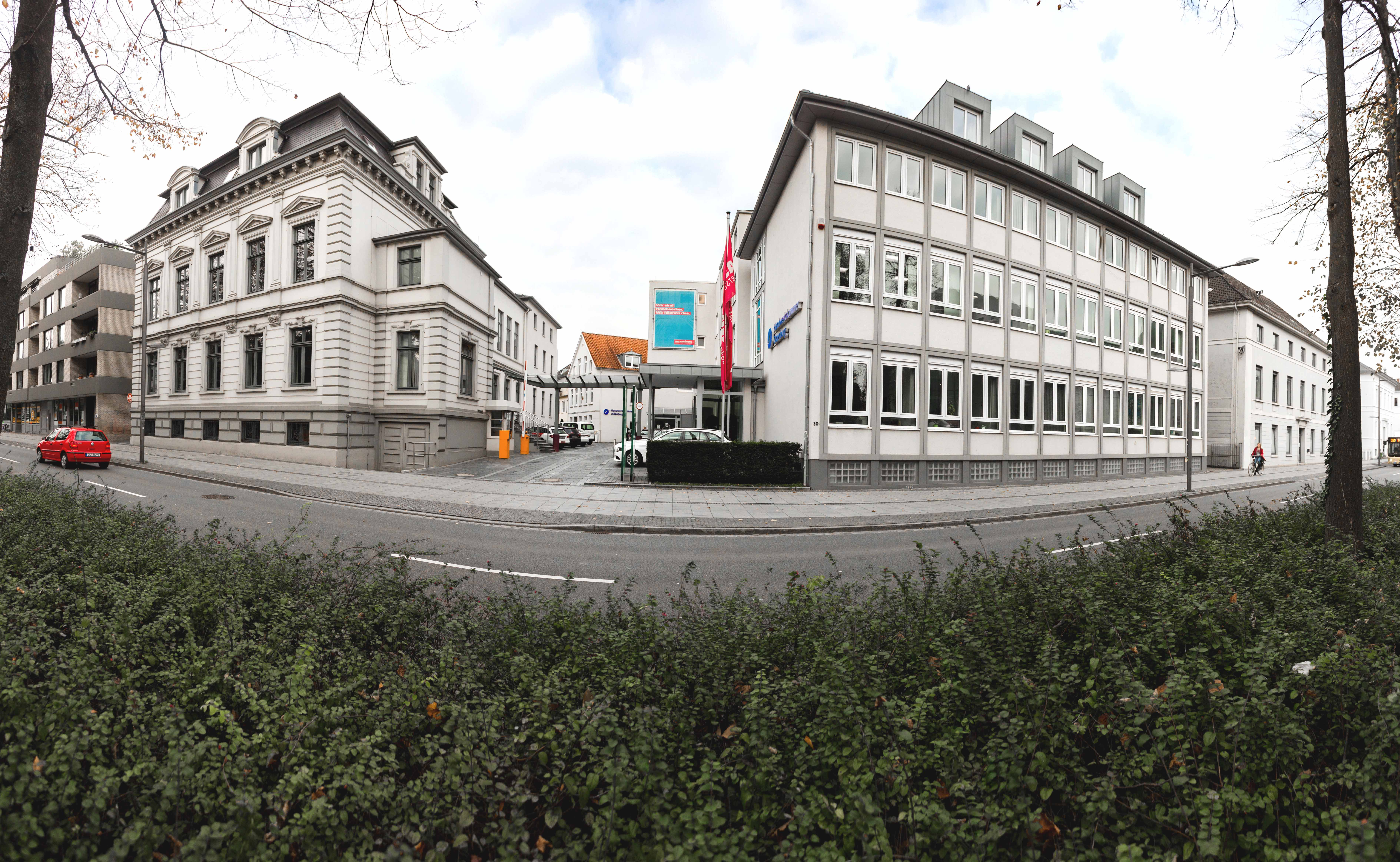
Gebäude der Handwerkskammer Oldenburg am Theaterwall

Die Handwerkskammer (HWK) Oldenburg ist eine von 53 Handwerkskammern in Deutschland und hat ihren Sitz in Oldenburg (Oldb). Zur Handwerkskammer Oldenburg gehören 13.208 Unternehmen mit rund 90.000 Beschäftigten und über 6.642 Auszubildenden (Stand: 31. Dezember 2023). Der Kammerbezirk umfasst die kreisfreien Städte Oldenburg, Delmenhorst und Wilhelmshaven sowie die Landkreise Friesland, Wesermarsch, Ammerland, Oldenburg, Vechta und Cloppenburg.
Die gesetzlich geregelte Interessenverwaltung des Handwerks in Deutschland umfasst die Wahrnehmung aller Aufgaben zur Förderung des oldenburgischen Handwerks. Einen großen Stellenwert hat dabei die fachgerechte Ausbildung des handwerklichen Nachwuchses. Dafür unterhält die Handwerkskammer ein Berufsbildungszentrum (BBZ) mit einem angeschlossenen Internat in Oldenburg-Tweelbäke und die Fachschule für Raumausstatter in der Nähe der Innenstadt.

## Aufgaben
Die Handwerkskammer ist eine Körperschaft des öffentlichen Rechts, deren Aufgaben sich in drei Bereiche aufteilen:
- hoheitliche Aufgaben
- Interessenvertretung
- Wirtschaftsförderung

Diese Aufgaben sind gesetzlich in der Handwerksordnung festgelegt. Alle diese Bereiche werden im Rahmen der Selbstverwaltung des Handwerks wahrgenommen.

### Hoheitliche Aufgaben
Die hoheitlichen Aufgaben sind ein wichtiges Element einer Handwerkskammer und unterscheiden diese von jedem Verband. So führt sie beispielsweise die Handwerksrolle und die Lehrlingsrolle, das Verzeichnis aller im Kammerbezirk selbstständig tätigen Handwerker und deren Auszubildenden. Darüber hinaus ist die Handwerkskammer für den Erlass von Vorschriften für Prüfungen im Rahmen einer beruflichen Fortbildung oder Umschulung, den Erlass von Gesellenprüfungsordnungen, die Errichtung von Prüfungsausschüssen für die Abnahme der Gesellenprüfung bzw. die Ermächtigung von Handwerksinnungen zu der Errichtung von Gesellenprüfungsausschüssen sowie die Überwachung der ordnungsgemäßen Durchführung der Gesellenprüfungen zuständig. Ferner werden Meisterprüfungsordnungen erlassen. Außerdem bestellt und vereidigt die Handwerkskammer Sachverständige für Sachgebiete des Handwerks, die von Gerichten, Kunden und Betrieben für eine unparteiische Begutachtung von Waren, Leistungen und Preisen von Handwerkern beauftragt werden können.

### Interessenvertretung
Als Interessenvertretung setzt sich die Handwerkskammer gemeinsam mit den anderen Handwerksorganisationen gegenüber der Politik dafür ein, dass die politischen Rahmenbedingungen für die Handwerksbetriebe verbessert werden. Gesetzliche Aufgabe der Handwerkskammer ist es, die Behörden bei der Förderung des Handwerks durch Anregungen, Vorschläge und die Erstellung von Gutachten zu unterstützen und regelmäßig Berichte über die Verhältnisse des Handwerks zu erstatten. Die Handwerkskammer wirkt an Gesetzesinitiativen mit, nimmt schriftlich und bei Anhörungen zu allen handwerksrelevanten Gesetzentwürfen Stellung, macht eigene Vorschläge zur Verbesserung der politischen Rahmenbedingungen. Sie pflegt den Kontakt zu Parlamenten, Parteien und Behörden, führt eine Wirtschaftsbeobachtung durch, erstellt Statistiken und Konjunkturberichte und leistet Presse- und Öffentlichkeitsarbeit für das Handwerk. In diesem Zusammenhang wurde 2010 von allen 53 Handwerkskammern Deutschlands eine bundesweite Imagekampagne des Deutschen Handwerks ins Leben gerufen, um das Handwerk stärker in den Fokus der öffentlichen Aufmerksamkeit zu rücken sowie ein zeitgemäßes und modernes Bild des Handwerks zu vermitteln.

### Wirtschaftsförderung
Die Wirtschaftsförderung hat die Aufgabe, die Leistungskraft und Wettbewerbsfähigkeit des Handwerks als Gruppe zu stärken. Insbesondere die angebotenen Beratungsdienste der Kammer fallen unter den Bereich der Wirtschaftsförderung.

## Organisation
Das höchste Organ ist die Vollversammlung der Handwerkskammer. Ihr gehören 39 Mitglieder aus allen Handwerksgruppen und Kreisen des Kammerbezirks an. Zwei Drittel der Mitglieder sind Arbeitgebervertreter, ein Drittel sind die Vertreter der im Handwerk beschäftigten Arbeitnehmer, die die verschiedenen Handwerksberufe repräsentieren und für einen Zeitraum von fünf Jahren gewählt werden. Die Vollversammlung wählt den Präsidenten und die übrigen Vorstandsmitglieder, die Geschäftsführung, den Berufsbildungsausschuss und weitere Ausschüsse. Sie beschließt den Kammerhaushalt, die Höhe der Beiträge und Gebühren, berät über grundsätzliche Fragen der Kammerpolitik, der Berufsbildung sowie der Handwerksförderung und erlässt die Prüfungsordnungen.
Den Vorsitz der Vorstandsmitglieder bilden Präsident Eckhard Stein und die beiden Vizepräsidenten Irene Lammers (Arbeitgeber) und Stefan Cibis (Arbeitnehmer). Hauptgeschäftsführer der Handwerkskammer Oldenburg ist Heiko Henke.
Neben dem Präsidenten und den beiden Vizepräsidenten gehören sechs weitere Repräsentanten des selbstständigen Handwerks und drei weitere Vertreter der Arbeitnehmer dem Vorstand der Handwerkskammer an.

## Geschichte
Die Handwerkskammer Oldenburg wurde am 2. Juli 1900 gegründet. An diesem Tag trat unter Leitung eines vom Staatsministerium ernannten Staatskommissars die erste aus 33 Personen bestehende Mitgliedsvertretung zu ihrer konstituierenden Sitzung in der "Union" in Oldenburg zusammen. Der Schneidermeister Ludwig Neubert aus Oldenburg wurde zum Vorsitzenden der Handwerkskammer und damit zu ihrem ersten Präsidenten gewählt. Am 17. August unterzeichnete die HWK einen Vertrag mit dem Vorstand des Kunstgewerbevereins Oldenburg, um zwei Zimmer im Kunstgewerbemuseum am Stau in Oldenburg anzumieten. Dreizehn Jahre später erwarb die HWK das Dienstgebäude am Theaterwall 32.
Die Grundlage für die Gründung der Handwerkskammern bildete das Gesetz zur Änderung der Gewerbeordnung vom 26. Juli 1897, das kurz auch Handwerksgesetz genannt wurde. Ziel war es, die Facharbeiterqualität in Deutschland zu verbessern, um so die internationale Wettbewerbsfähigkeit der deutschen Volkswirtschaft gegenüber ihrer westeuropäischen Konkurrenz zu erhöhen. Vor diesem Handwerksgesetz von 1897 gab es nichts Vergleichbares, was einer handwerklichen Selbstverwaltung nahekam.
Die Zeit des Nationalsozialismus war auch für die handwerkliche Selbstverwaltung eine Zeit tiefgreifender Veränderungen.
Am 20. April 1942 hatte der Reichswirtschaftsminister die Gauwirtschaftskammer-Verordnung erlassen. Diese Verordnung bedeutete die Auflösung der HWK und der Oldenburgischen Industrie- und Handelskammer, die in der Gauwirtschaftskammer Weser-Ems mit Sitz in Bremen aufgingen. Gleichzeitig verloren die Kreishandwerkerschaften und Innungen den Status der Körperschaft des öffentlichen Rechts, blieben allerdings rechtsfähig.
Der Vorstand und die Vollversammlung der HWK Oldenburg wurden in der bisherigen Zusammensetzung ihrer Ämter enthoben und der neu gebildete Vorstand hatte nur noch beratende Funktion.
Mit der Kapitulation Deutschlands am 8. Mai 1945 erfolgte auch die faktische Auflösung des nationalsozialistisch geprägten Staates. Mit dem nationalsozialistischen Regime verschwanden ebenso die Gauwirtschaftskammern.
Im Handwerk wuchsen die Bestrebungen wieder eigene Kammern zu erhalten und mit ihnen überregionale Kammervereinigungen zu bilden, um an die 1933 unterbrochene Arbeit anzuknüpfen. Dieses setzte jedoch die Auflösung der Wirtschaftskammern voraus, die die Nachfolge der Gauwirtschaftskammern angetreten hatten.
Im Oktober 1945 setzte die Militärregierung den Oberpräsidenten in Hannover dann davon in Kenntnis, dass nunmehr die Bildung selbstständiger Kammern für das Gebiet eines Regierungsbezirkes bzw. auf Länderebene erlaubt werde.
Der Weg für die Wiederherstellung selbstständiger Handwerkskammern in der Region Hannover war also frei. In der Folgezeit kam es dann zu den Gründungen von Handwerkskammern in Niedersachsen wie wir sie heute kennen.
So wurde Anfang November 1945 die Handwerkskammer Oldenburg wieder in ihre Selbstständigkeit entlassen.
Erst mit der Handwerksordnung von 1953 wurde der große Befähigungsnachweis in der Handwerksordnung verankert und in einem Gewerbeverzeichnis in Form der Anlage A die Berufe aufgeführt, die handwerklich betrieben werden können.
Die handwerkliche Berufsausbildung und Fortbildung wurde als geschlossenes System anerkannt. Die Organisation des Handwerks wurde neu gestaltet, den Innungen und Kammern des Handwerks sowie den Kreishandwerkerschaften wurde die Eigenschaft der öffentlich-rechtlichen Körperschaft zuerkannt.
Nach Zustimmung der Besatzungsmächte, die nach monatelangen und schwierigen Verhandlungen erreicht werden konnte, trat dann die Handwerksordnung am 24. September 1953 in Kraft.